# Estação Largo do Machado
A Estação Largo do Machado é uma das estações do MetrôRio. Fica entre os bairros do Catete, Flamengo e Laranjeiras desde 1981. Os moradores da região que compreende o Largo do Machado, Laranjeiras e Cosme Velho, dispõem da qualidade e rapidez do Metrô Rio. A estação Largo do Machado possui dois acessos, na Praça Largo do Machado e na Rua do Catete, em média 40 mil passageiros, passam por esta estação de Segunda a Sábado, deslocando-se para o trabalho, às compras, lazer e estudos.  
Possui dois acessos:   
- Acesso A - Largo do Machado
- Acesso B - Catete

## Tabelas
| Oeste ou norte                  |  |         |  | Leste ou Sul                            |
| ------------------------------- |  | ------- |  | --------------------------------------- |
| Catete sentido Uruguai / Tijuca |  | Linha 1 |  | Flamengo sentido General Osório/Ipanema |
| Catete sentido Pavuna           |  | Linha 2 |  | Flamengo sentido Botafogo / Coca-Cola   |
| editar no Wikidata              |  |         |  |                                         |

| Sigla | Estação          | Inauguração | Capacidade                   | Integração | Plataformas | Posição     | Notas |
| ----- | ---------------- | ----------- | ---------------------------- | ---------- | ----------- | ----------- | ----- |
| LMC   | Largo do Machado | 1981        | 40 mil passageiros hora/pico |            | Laterais    | Subterrânea |       |